# Arkady Fiedler
Arkady Adam Fiedler (Poznań, 28 de novembro de 1894 — Puszczykowo, 7 de março de 1985) foi um escritor polaco, repórter, naturalista e viajante.

## Biografia
Era filho de Antoni Fiedler, polígrafo e editor de Poznań. Foi ele quem despertou em Arkady um interesse apaixonado pela natureza. "Ele me ensinou a amar as coisas pelas quais as outras pessoas passavam com indiferença", o escritor lembrou mais tarde. Se formou no Ginásio Gotthilf Berger em Poznań, e depois estudou filosofia e ciências naturais na Universidade Jaguelônica e na Universidade de Poznań. Esses estudos foram interrompidos pela Primeira Guerra Mundial.
Nos anos 1918-1919, ele participou da Revolta na Grande Polônia (foi eleito para o Comité dos Onze da Organização Militar Polaca da Divisão da Prússia e foi chefe do Departamento Organizacional no Comando da Guarda Nacional).
Estreou-se em 1917 com a série de poemas Czerwone światło ogniska (Luz vermelha de uma fogueira) na edição quinzenal "Zdrój" de Poznań. Nos anos de 1922 a 1923, estudou na Academia de Artes Gráficas de Leipzig, obtendo o título de mestre em quimigrafia . Em 1926 publicou o seu primeiro livro Przez wiry i porohy Dniestru (Através dos remoinhos e rápidos do Dniestre). Em 1928 fez a sua primeira grande viagem ao sul do Brasil. Trouxe dela ricas colecções zoológicas e botânicas, que doou ao Museu de História Natural e outras instituições científicas de Poznań. A maior riqueza que trouxe foram as imagens e pensamentos que mas tarde introduziu nos seus dois livros: Bichos, moi brazylijscy przyjaciele (Bichos, o meus amigos brasileiros) e Wśród Indian Koroadów (Entre os índios Coroados) . cumpriu o seu maior sonho de viajar pela Amazónia. A expedição resultou no livro Ryby śpiewają w Ukajali (Os peixes cantando em Ucayali. Em 1936, ele lançou outro best-seller, Kanada pachnąca żywicą (Canada com fragrância a resina).
Na início da Segunda Guerra Mundial Fiedler estava no Taiti. Ele abandonou a ilha para cumprir o serviço militar. Em fevereiro de 1940, chegou à Grã-Bretanha através da França, onde conheceu aviadores polacos que participaram da Batalha da Grã-Bretanha. Ele escreveu um livro que se tornou famoso sobre eles, Esquadrão 303 – a sua primeira versão circulou clandestinamente pela Polónia ocupada pelos nazis. O livro resultou no aumento da moral da sociedade. Nos anos de 1942 a 1943, navegou em navios mercantes polacos  descrevendo o esforço de guerra dos nossos marinheiros no livro Dziękuję ci, kapitanie (Obrigado, Capitão). Os seus dois filhos, Marek e Arkady Radosław, nasceram em Londres, durante e após o final da guerra.
Em 1946, ele retornou à Polônia com sua esposa italiana Maria Maccariello e se estabeleceu em Puszczykowo, perto de Poznań. Devido à restrição imposta pelo governo comunista da época, ficou impossibilitado de viajar,  decidiu escrever romances para jovens: Mały Bizon (Bisonte pequeno), Wyspa Robinsona (Ilha Robinson), Orinoko.
Em sua vida, ele fez 30 viagens e jornadas. Ele escreveu 32 livros que foram publicados em 23 idiomas, com uma tiragem de mais de 10 milhões. Seus livros cativam com a vivacidade da descrição, aproximam o leitor de pessoas de diferentes cores de pele, ensinam a respeitar outras culturas e costumes e cantam a beleza da natureza. É autor de dois livros autobiográficos: Mój ojciec i dęby (Meu pai e carvalhos) e Wiek męski – zwycięski (Idade masculina vitoriosa).
Em 1974, encorajado pela persuasão dos leitores, criou na sua casa em Puszczykowo, com a ajuda da sua família, um museu privado de troféus que trouxe das suas viagens.
Arkady Fiedler morreu em 7 de março de 1985 em Puszczykowo, onde foi enterrado no cemitério local. O escultor Adam Haupt, realizou uma escultura, que foi colocada no seu túmulo.

### Viagens
- 1927 - Norte da Noruega
- 1928 - Sul do Brasil
- 1933 - Amazónia e Peru
- 1935 - Canadá
- 1937 - Madagáscar
- 1939 - Taiti
- 1940 - França, Grã-Bretanha
- 1942–1943 - EUA, Trinidad, Guiana, Brasil
- 1945 - Canadá
- 1948 - México
- 1952–1953 - URSS (Geórgia)
- 1956–1957 - Indochina (Vietnã do Norte, Laos, Camboja)
- 1959–1960 - África Ocidental (Guiné, Gana)
- 1961 - Noroeste do Canadá
- 1963–1964 - Brasil, Guiana
- 1965-1966 - Madagáscar
- 1967 - Brasil
- 1968 - URSS (Sibéria Oriental)
- 1969 - Nigéria
- 1970 - Peru
- 1971 - África Ocidental
- 1972 - Canadá (Colúmbia Britânica, Alberta, Quebec)
- 1973 - América do Sul
- 1975 - Canadá (Ontário, Quebec)
- 1976–1977 - África Ocidental
- 1978-1979 - Peru
- 1980 - Canadá
- 1981 - África Ocidental

## Decorações
- Ordem dos Construtores da Polónia (1979),
- Ordem da Bandeira do Trabalho, 1ª classe (1974),
- Ordem da Bandeira do Trabalho, 2ª classe (1959),
- Cruz do Comandante da Ordem da Polonia Restituta (1964),
- Cruz de Oficial da Ordem da Polonia Restituta (1955),
- Laurel académico de prata (1936),
- Ordem do Sorriso Order Uśmiechu (1969).

## Prémios e distinções
Ele ganhou muitos prémios, o prémio literário da cidade de Poznań  (1936), o prémio de 2º grau do Ministro da Cultura e Arte em literatura de viagem (1963), o prémio do Primeiro Ministro por obras para crianças e jovens (1974) e o prémio estadual de 1º grau por obra completa (1978).

## Comemoração
O seu nome é utilizado em várias dezenas de escolas espalhadas pelo país, existem igualmente várias ruas com o seu nome, na Polónia e em outros países.
Desde 1996, o Museu Literário Arkady Fiedler apresenta o prémio anual Borboleta borgonha A. Fiedler. Este prémio é atribuído ao melhor dos autores polacos, que escrevem livros de viagens. Em 2020, Piotr Bojarski lançou a sua biografia intitulada Fiedler. Głód świata (Fiedler. Fome para o mundo) (Editora: Wydawnictwo Poznańskie).
Em Puszczykowo, há um trilho verde com o nome Arkady Fiedler.

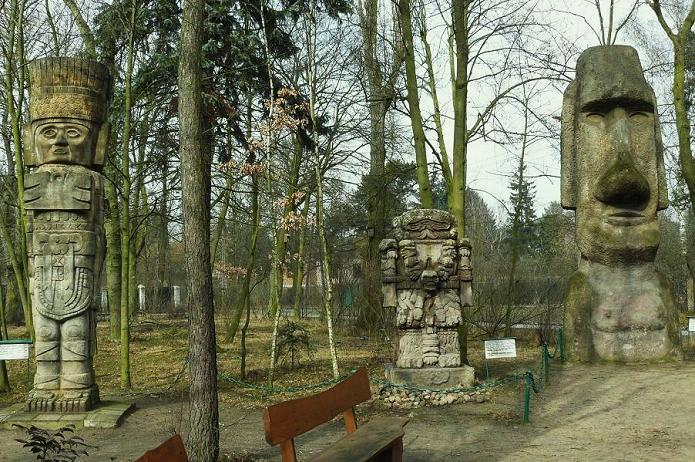
Museu Literário de Arkady Fiedler em Puszczykowo - Foto do Jardim das Culturas e da Tolerância

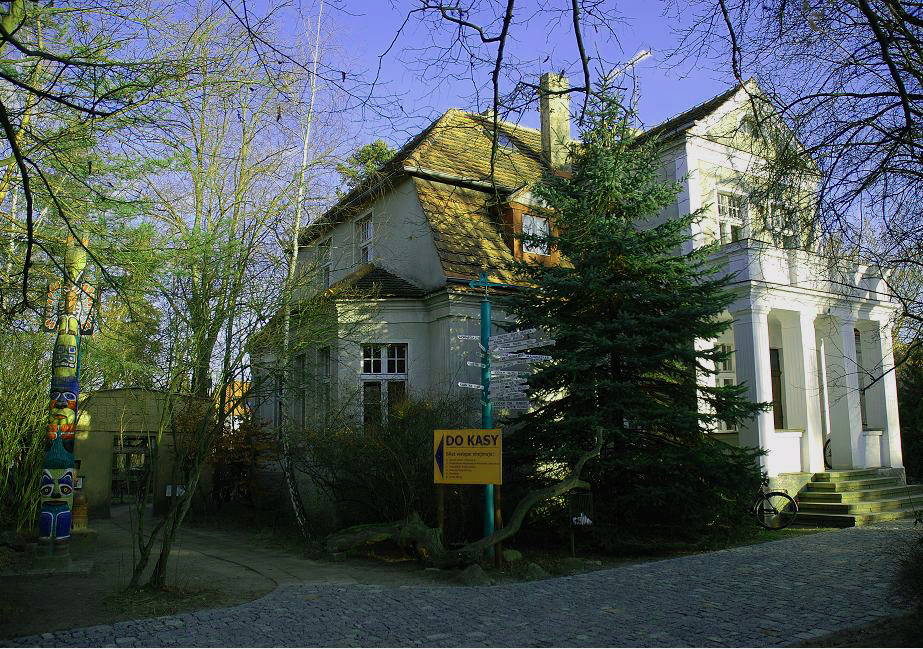
Museu Literário de Arkady Fiedler em Puszczykowo - Foto do Jardim das Culturas e da Tolerância

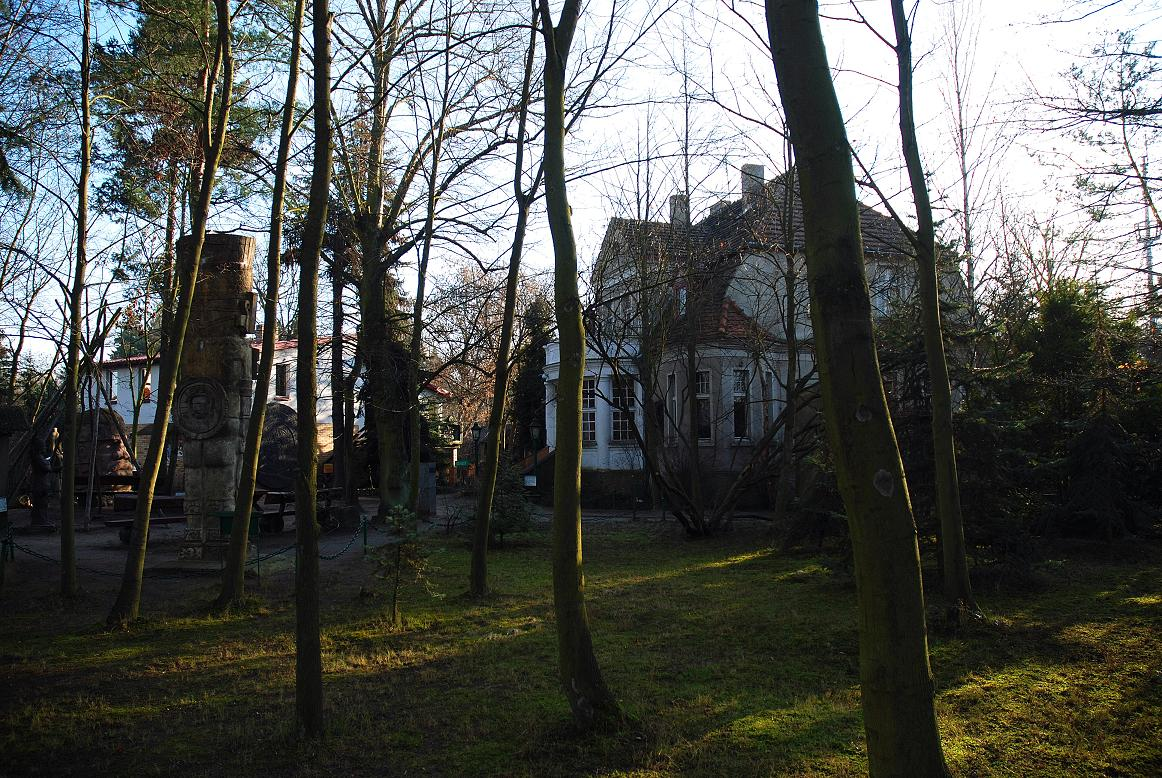
Museu Literário de Arkady Fiedler em Puszczykowo - Foto do Jardim das Culturas e da Tolerância

## Publicações
- 1926 Przez wiry i porohy Dniestru Através dos remoinhos e rápidos do Dniestre
- 1931 Bichos, moi brazylijscy przyjaciele Bichos, o meus amigos brasileiros
- 1932 Wśród Indian Koroadów Entre os índios Coroados
- 1935 Kanada pachnąca żywicą O Canadá com fragrância a resina
- 1935 Ryby śpiewają w Ukajali Os Peixes cantam em Ucayali
- 1936 Zwierzęta z lasu dziewiczego Animais da floresta virgem
- 1937 Zdobywamy Amazonkę Conquistamos a Amazónia
- 1939 Jutro na Madagaskar Amanhã Madagáscar
- 1940 Dywizjon 303 Esquadrão 303
- 1944 Dziękuję ci, kapitanie Obrigado, Capitão
- 1946 Żarliwa wyspa Beniowskiego A ardente ilha de Beniowski
- 1946 Radosny ptak Drongo Drongo, o pássaro alegre
- 1950 Rio de Ouro
- 1952 Mały Bizon Bisonte pequeno
- 1953 Gorąca wieś Ambinanitelo Vila quente de Ambinanitelo
- 1954 Wyspa Robinsona Ilha Robinson
- 1957 Orinoko Orinoco
- 1957 Wyspa kochających lemurów Ilha dos lémures apaixonados
- 1960 Dzikie banany Bananas selvagens
- 1962 Nowa przygoda: Gwinea Uma Nova Aventura: Guiné
- 1965 I znowu kusząca Kanada Canadá novamente sedutor
- 1968 Spotkałem szczęśliwych Indian Conheci os índios felizes
- 1969 Madagaskar, okrutny czarodziej Madagáscar, o mago cruel
- 1971 Piękna, straszna Amazonia Amazona linda e terrível
- 1973 Mój ojciec i dęby Meu pai e carvalhos - autobiografia
- 1976 Wiek męski – zwycięski A idade masculina vitoriosa
- 1980 Biały Jaguar Jaguar branco
- 1983 Motyle mego życia As borboletas da minha vida
- 1985 1985 Zwierzęta mego życia Os animais da minha vida
- 1989 1989 Kobiety mej młodości As mulheres da minha juventude
- 1982 Indiański Napoleon Gór Skalistych O Napoleão Indígena das Montanhas Rochosas
- 1984 Ród Indian Algonkinów A família indígena algonquiana